# Brenda Blethyn
Brenda Blethyn, geboren als Brenda Anne Bottle (Ramsgate, 20 februari 1946), is een Britse actrice. Zij werd in 2003 benoemd tot OBE (Officier in de Orde van het Britse Rijk.

## Loopbaan
Toen Blethyn in 1990 op het witte doek debuteerde in The Witches was ze al redelijk vertrouwd met het voor de camera staan. Dat deed ze al sinds ze in 1980 een eenmalige gastrol kreeg in de Engelse serie Can We Get on Now, Please?. Daarop speelde ze in vier televisiefilms, was ze achttien afleveringen te zien als Alison Little in Chance in a Million (1984-86) en had ze gastrollen in onder meer Yes, Minister, Tales of the Unexpected en The Labours of Erica.
Voor haar hoofdrol in Secrets & Lies werd ze in 1997 genomineerd voor een Academy Award en nogmaals in 1999 voor haar bijrol in Little Voice. Ze kreeg meer dan vijftien andere acteerprijzen daadwerkelijk toegekend, waaronder een British Comedy Award (voor de televisieserie Outside Edge), een BAFTA Award, een Golden Globe en een Empire Award (alle voor Secrets & Lies).
Blethyn is ook bekend als de eigenzinnige politie-inspecteur Vera Stanhope uit de televisieserie Vera, die in Vlaanderen werd uitgezonden op Eén en in Nederland door de KRO-NCRV. In 2024 en 2025 werd de serie herhaald. De veertiende en laatste serie wordt mogelijk uitgezonden in 2025.

## Privé
Brenda Blethyn was van 1964 tot de scheiding in 1973 getrouwd met Alan James Blethyn. Ze trouwde in 2010 met Michael Mayhew. 

## Filmografie
*Exclusief 5+ televisiefilms
- The Witches (1990)
- A River Runs Through It (1992)
- Secrets & Lies (1996)
- Remember Me? (1997)
- Girls' Night (1998)
- Music from Another Room (1998)
- Night Train (1998)
- In the Winter Dark (1998)
- Little Voice (1998)
- Saving Grace (2000)

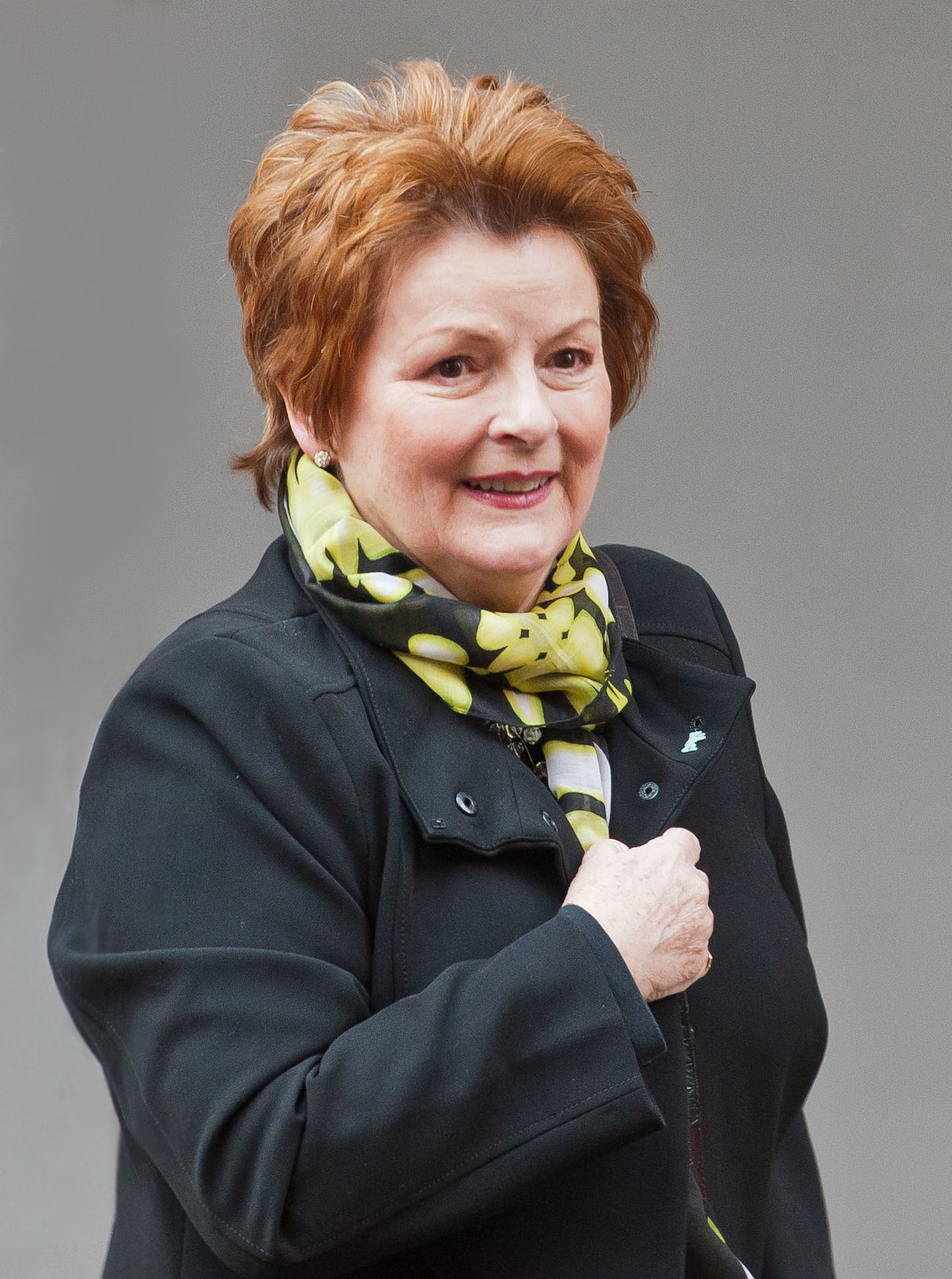
Internationaal filmfestival van Berlijn, 2014

- Anne Frank: The Whole Story (2001, televisiefilm)
- Daddy and Them (2001)
- Lovely & Amazing (2001)
- On the Nose (2001)
- Pumpkin (2002)
- Sonny (2002)
- The Wild Thornberrys Movie (2002, stem)
- Plots with a View (2002)
- The Sleeping Dictionary (2003)
- Blizzard (2003)
- Beyond the Sea (2004)
- A Way of Life (2004)
- On a Clear Day (2005)
- Pooh's Heffalump Movie (2005, stem)
- Piccadilly Jim (2005)
- Pride & Prejudice (2005)
- Clubland (2007)
- Atonement (2007)
- London River (2009)
- Tigger & Pooh and a Musical Too (2009, stem)
- The Calling (2009)
- Dead Man Running (2009)
- Super Duper Super Sleuths (2010, stem)
- My Angel (2011)
- Two Men in Town (2014)
- Ethel & Ernest (2016, stem)

## Televisieseries
*Exclusief eenmalige gastrollen
- Death of an Expert Witness - Angela Foley (1983, zes afleveringen - miniserie)
- Who Dares Wins - Verschillende (1984, drie afleveringen)
- Chance in a Million - Alison Little (1984-1986, achttien afleveringen)
- The Labours of Erica - Erica Parsons (1989-1990, twaalf afleveringen)
- Alas Smith and Jones - Verschillende (1984-1989, acht afleveringen)
- Outside Edge - Miriam Dervish (1994-1996, 26 afleveringen)
- War and Peace - Márja Dmitrijewna Achrosímowa (2007, vier afleveringen - miniserie)
- Henry Hugglemonster - stem Ernestine Enormomonster (2013-2015, tien afleveringen)
- Vera - DCI Vera Stanhope (sinds 2011 dertien series van drie à zes afleveringen per jaar)

- Biblioteca Nacional de España: XX1306530
- Bibliothèque nationale de France: cb140425441 (data)
- Catàleg d'autoritats de noms i títols de Catalunya: 981058515443706706
- Gemeinsame Normdatei: 132272180
- International Standard Name Identifier: 0000 0001 2142 2024
- Library of Congress Control Number: no97050260
- MusicBrainz: a585a3a4-93a3-4f67-8732-2b70026b0714
- Nationale Bibliotheek van Tsjechië: xx0047027
- Nationale Bibliotheek van Israël: 987007426533005171
- Nationale Bibliotheek van Polen: a0000001903935
- Nederlandse Thesaurus van Auteursnamen: 183892291
- Système universitaire de documentation: 060804165
- Virtual International Authority File: 85597297
- WorldCat: E39PBJtxb7GGTVXr9CDDxxb68C